# Marrajos

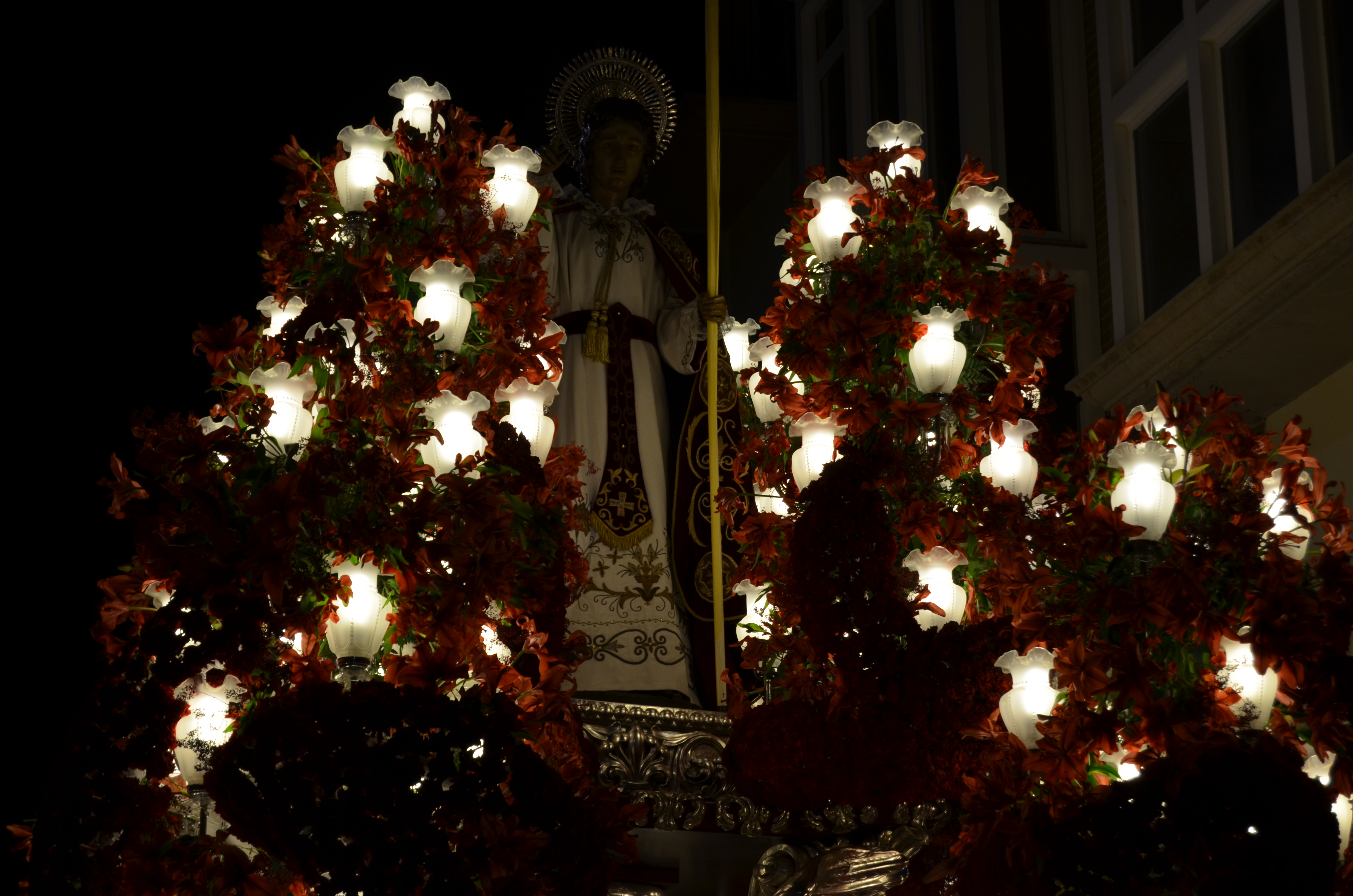
Trono de San Juan Evangelista

Marrajos es el sobrenombre por el que se conoce a los miembros de la Real e Ilustre Cofradía de Nuestro Padre Jesús Nazareno de la ciudad española de Cartagena. Es una de las cinco cofradías que procesionan en la Semana Santa de Cartagena.

## Historia

### Origen
El origen de la cofradía es confuso, pues casi toda la documentación histórica de la misma fue destruida en la Guerra civil española (1936-1939). Tradicionalmente se ha venido afirmando que pudo ser fundada mediado el siglo XVI por pescadores del antiguo barrio que se ubicaba en torno a la Catedral de la ciudad. Cuando en 1584 se establecen en Cartagena los Dominicos con la fundación del convento de San Isidoro, la cofradía se habría trasladado al mismo.
Investigaciones más recientes sitúan, sin embargo, la fundación de la cofradía en el entorno de la fecha de adquisición en propiedad de su capilla en el convento dominico en 1641.
El apelativo de marrajos responde, según la tradición, a que los pescadores que fueron los fundadores de la hermandad destinaron a los gastos de procesionar a su patrón, Jesús Nazareno, los fondos de la venta de un marrajo, un escualo que se puede encontrar en las costas mediterráneas, por lo que pasaron a ser conocidos como la "cofradía de los marrajos".

### Los siglosXVIIyXVIII

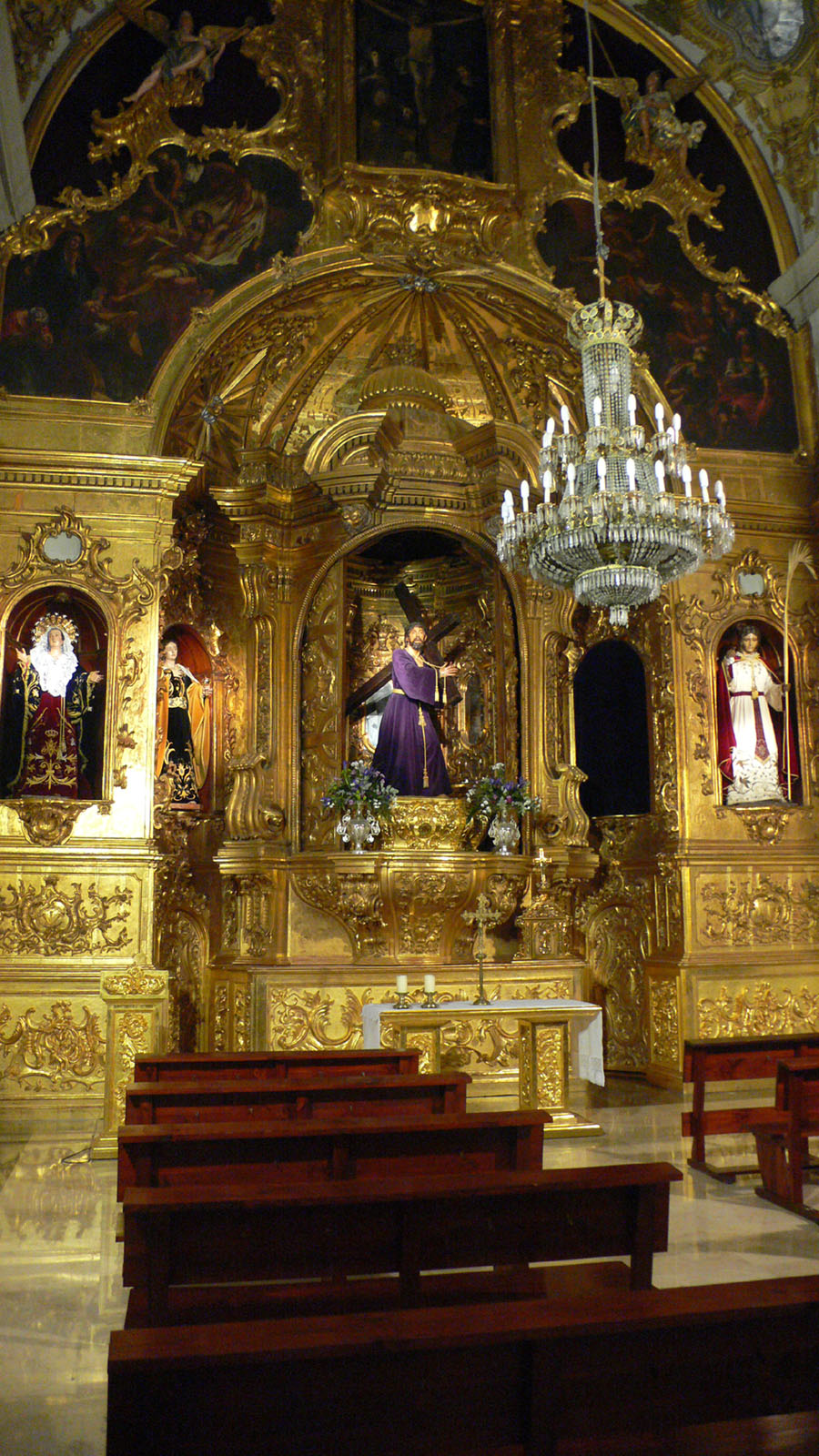
Retablo del Titular de la Cofradía (1732) en la capilla de su propiedad en la iglesia de Santo Domingo.

El documento más antiguo que conserva la cofradía es la escritura de adquisición a los dominicos de una capilla en propiedad en la iglesia del convento que esta Orden poseía en Cartagena. Un documento del año 1641.
En 1663, la Cofradía del Nazareno asume, por mandato episcopal, la organización de dos procesiones el día de Viernes Santo: la de la Calle de la Amargura, con el Titular de la cofradía, en la madrugada; y la del Santo Entierro, en torno a la imagen de un Cristo Yacente, al anochecer de ese día.
A lo largo del siglo XVII la cofradía parece, a juicio de la escasa documentación conservada, inmersa en un proceso continuo de consolidación y supervivencia. Incluso a finales del siglo (1684) habrá de redactar unas nuevas constituciones, por no conservar copia de las originales, tras un pleito con la Orden Tercera Franciscana.

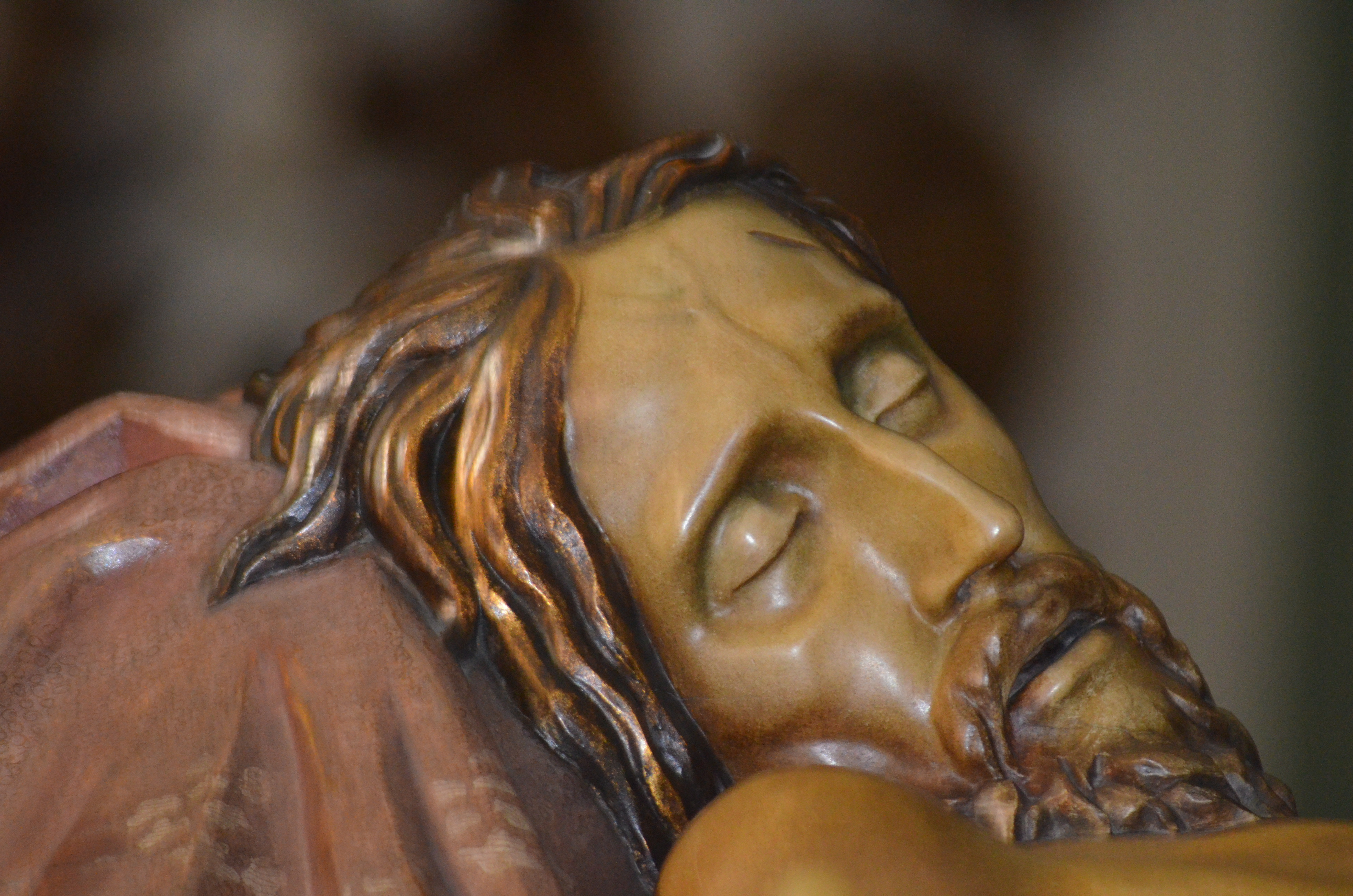
Yacente de Capuz.

En 1695 adquiere un solar anexo a su capilla de la iglesia de Santo Domingo, procediendo a la ampliación de la misma. En 1732 se colocaría en ella el monumental retablo, una de las más bellas piezas barrocas de la Diócesis de Cartagena. La ampliación también conllevaría la construcción de dos grandes bóvedas subterráneas en las que enterrar a sus hermanos difuntos, bóvedas que fueron descubiertas durante una excavación en 2006.
En el siglo XVIII atraviesa por vicisitudes de todo tipo, que van desde el exilio de su Hermano Mayor tras la Guerra de Sucesión, a un destacable incremento patrimonial en el que destacará de forma notable la incorporación de una imagen de San Juan Evangelista, obra de Francisco Salzillo en torno a 1752. También se cree de este siglo la imagen (anónima) del antiguo Titular de la cofradía.
De dicha época datan también dos de las piezas más antiguas del patrimonio de los marrajos: un estandarte bordado y una cruz procesional en madera policromada.

### SiglosXIXyXX
La vinculación de la Cofradía con la Orden Dominica motivaría que el comienzo del siglo XIX fuera sumamente convulso para los marrajos, dado el proceso de Desamortización que se inicia en toda España y que, en Cartagena, motivaría el cierre de la totalidad de los conventos existentes, entre ellos del de los dominicos.
Pese a ello, hasta bien entrado el mencionado siglo, la cofradía permanece sin apenas variación en su aspecto procesional. En torno a 1880, sin embargo, la cofradía inicia un considerable cambio estético que afectaría también a sus procesiones, coincidiendo con la reapertura del templo de Santo Domingo, en esta ocasión como parroquia castrense. Los marrajos comienzan a incorporar nuevos grupos y escenas en sus procesiones, cuando además, hay también un notable avance en el contexto global de la Semana Santa de Cartagena, con la incorporación de la luz eléctrica al alumbrado de los tronos.
Así, se tiene constancia de la incorporación por vez primera de un Crucificado, a la Semana Santa de Cartagena, formando inicialmente parte de un grupo del Calvario. Igualmente comienzan a procesionar grupos como la Primera Caída o el de la Virgen de la Piedad.

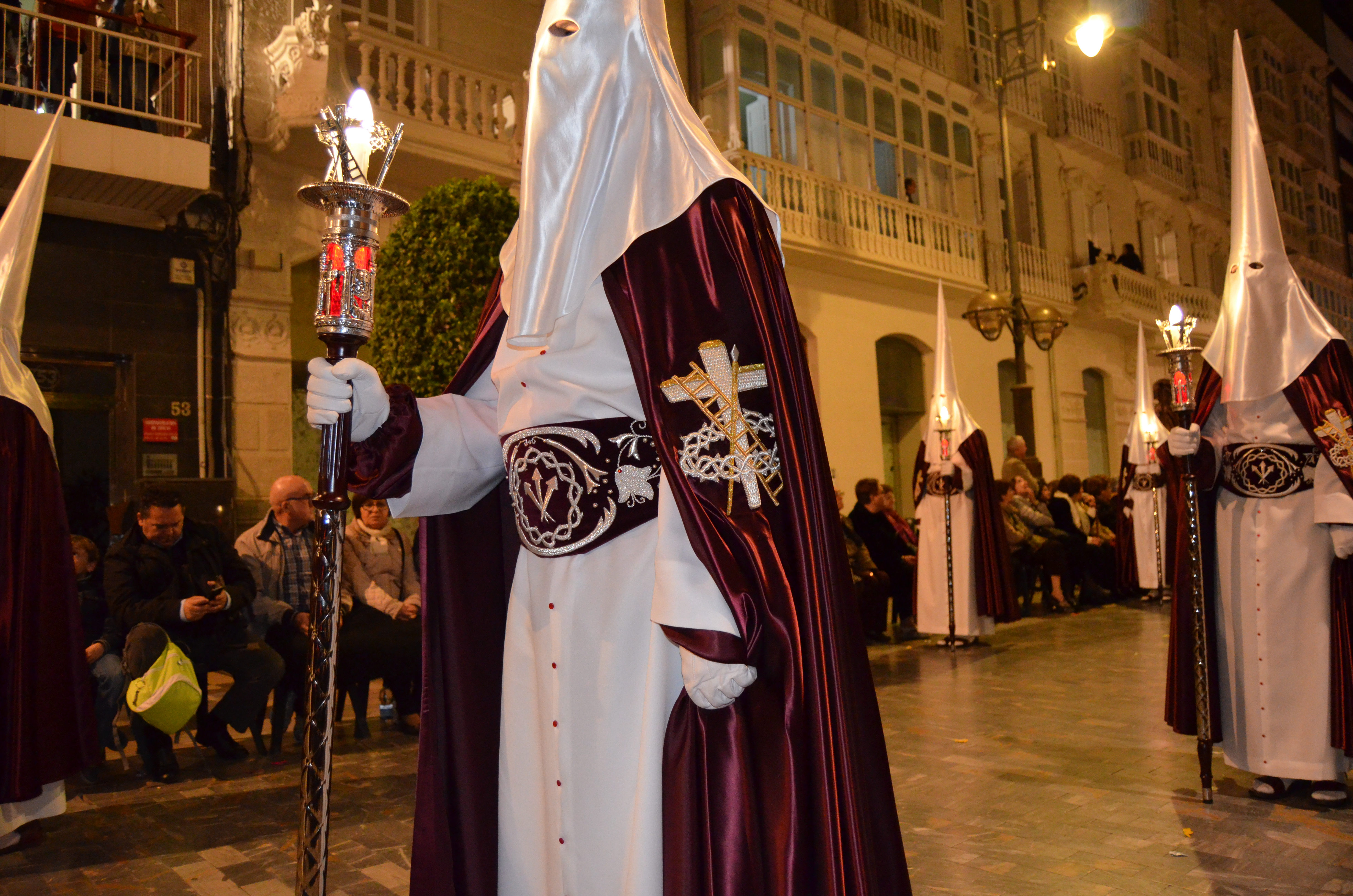
Penitentes del Descendimiento

Pero el gran cambio estético y organizativo se dará a comienzos del siglo XX, cuando la cofradía escoge a José Capuz como el escultor que realizará las imágenes que habrán de renovar su patrimonio artístico. Este realiza así los grupos e imágenes de la Virgen de la Piedad (1925), la Virgen de la Soledad (1925), el Cristo Yacente (1926), el Descendimiento (1930), Jesús Nazareno (1931) y la Virgen Dolorosa (1931), en una renovación casi completa de las dos procesiones marrajas. Sin embargo, este proceso quedaría interrumpido por la Guerra Civil, en la que la cofradía pierde gran parte de su patrimonio, incluyendo algunas de las obras citadas.
Antes, en 1925, se inicia otro notable cambio, cuando en el seno de la cofradía y a los efectos de conseguir la participación de las personas que acompañan el desfilar de cada una de las imágenes, así como de conseguir la financiación necesaria para ello, se articula un nuevo sistema de organización que se extenderá poco después a la Cofradía California y que aún es el que rige la organización de la Semana Santa cartagenera: la creación de agrupaciones; un sistema de autonomía para cada uno de los grupos de hermanos que se articulan en torno a sus imágenes.
Tras la Guerra Civil, y en unos pocos años, se consigue rehacer gran parte de lo perdido, e incluso aportar nuevos grupos e imágenes a las procesiones marrajas, que ya en 1930 habían sumado una más (la de promesas de la Virgen de la Piedad en la noche del Lunes Santo) y que desde 1959 incorporan la cuarta y última que organizan cada Semana Santa, la de la Vera Cruz y la Soledad de la Virgen en la tarde-noche del Sábado Santo.

## Patrimonio
Gran parte de la imaginería de esta Cofradía desapareció durante la Guerra Civil. En la actualidad, las más destacadas obras marrajas en esta faceta artística corresponden al escultor valenciano afincado en Madrid, José Capuz (1884-1964), quien las realizó entre 1925 y 1953.
Junto a éstas, otras de Juan González Moreno, Federico Coullaut-Valera, Juan Abascal, Carles Flotats, José Hernández Navarro,... Conserva así mismo una imagen de la Virgen Dolorosa atribuida a Francisco Salzillo.
Las obras del patrimonio marrajo son:
- Nuestro Padre Jesús Nazareno. José Capuz, 1945. Titular de la Cofradía
- Santísima Virgen Dolorosa. Francisco Salzillo.
- Santísima Virgen de la Piedad. José Capuz, 1925
- Cristo Yacente. José Capuz, 1926
- Descendimiento de Cristo. José Capuz, 1930
- Nuestro Padre Jesús de Medinaceli. Juan González Moreno, 1940
- Santísimo Cristo de la Agonía. Carles Flotats i Galtés, 1942
- Santísima Virgen de la Soledad. José Capuz, 1943
- San Juan Evangelista. José Capuz, 1943
- Grupo de la Verónica. Federico Coullaut-Valera, 1948
- Santo Amor de San Juan en la Soledad de la Virgen. José Capuz, 1953
- Santísima Virgen de la Soledad de los Pobres. Juan González Moreno, 1956
- Santo Entierro. Juan González Moreno, 1959
- Santísima Virgen de la Amargura. Efraín Gómez Montón, 1963
- Expolio de Jesús. Juan Abascal Fuentes, 1982
- La Condena de Jesús. Juan Abascal Fuentes, 1984
- Santa María Magdalena. José Hernández Navarro, 1984
- Primera Caída. Suso de Marcos, 1998
- La Lanzada. Antonio García Mengual, 1980, 1982
- Santas Mujeres. Anónimo, Efraín Gómez Montón, Roque López y José Hernández Navarro.
- Vera Cruz. Orfebrería Villarreal, 1988
- Sábana Santa.

José Capuz realizó también otras imágenes para los marrajos que desaparecieron en 1936, cuando se perdieron también la imagen del Nazareno fundacional de la Cofradía o el San Juan de Francisco Salzillo (cuya realización se cree en torno a 1752).
Otras piezas artísticas destacadas son los bordados de mantos o estandartes, con obras de conocidas artesanas cartageneras del siglo XX, como Consuelo Escámez o Anita Vivancos. Conserva el antiguo estandarte de la cofradía, del siglo XVIII, atribuido al bordador catalán Francisco Rabanell Ordóñez. Dicha pieza actualmente no procesiona, en aras a una adecuada conservación, para lo que incluso ha sido reproducido en dos ocasiones. Se trata de una pieza de gran originalidad, en la que se sitúa una reproducción fidedigna del Titulus Crucis, la inscripción de la Cruz de Cristo, una reliquia que fue encontrada por Santa Elena en Tierra Santa y que se conserva en la basílica de la Santa Cruz de Jerusalén de Roma.
Mención aparte merecen sus tronos, con obras entre otros de la madrileña Casa Granda, del profesor y escultor granadino Nicolás Prados López o del artista local de comienzos del XX Aladino Ferrer. Igualmente es necesario mencionar varios objetos de orfebrería.
Una de las obras más antiguas que atesora es una valiosa cruz procesional del siglo XVII pintada sobre madera.
En materia de música, los marrajos poseen varias obras compuestas para la cofradía o sus imágenes salidas de la mano de autores como Alfredo Javaloyes, José Torres Escribano, Gregorio García Segura, Francisco Grau, Julio Hernández, Eduardo Lázaro, etc.

## Procesiones

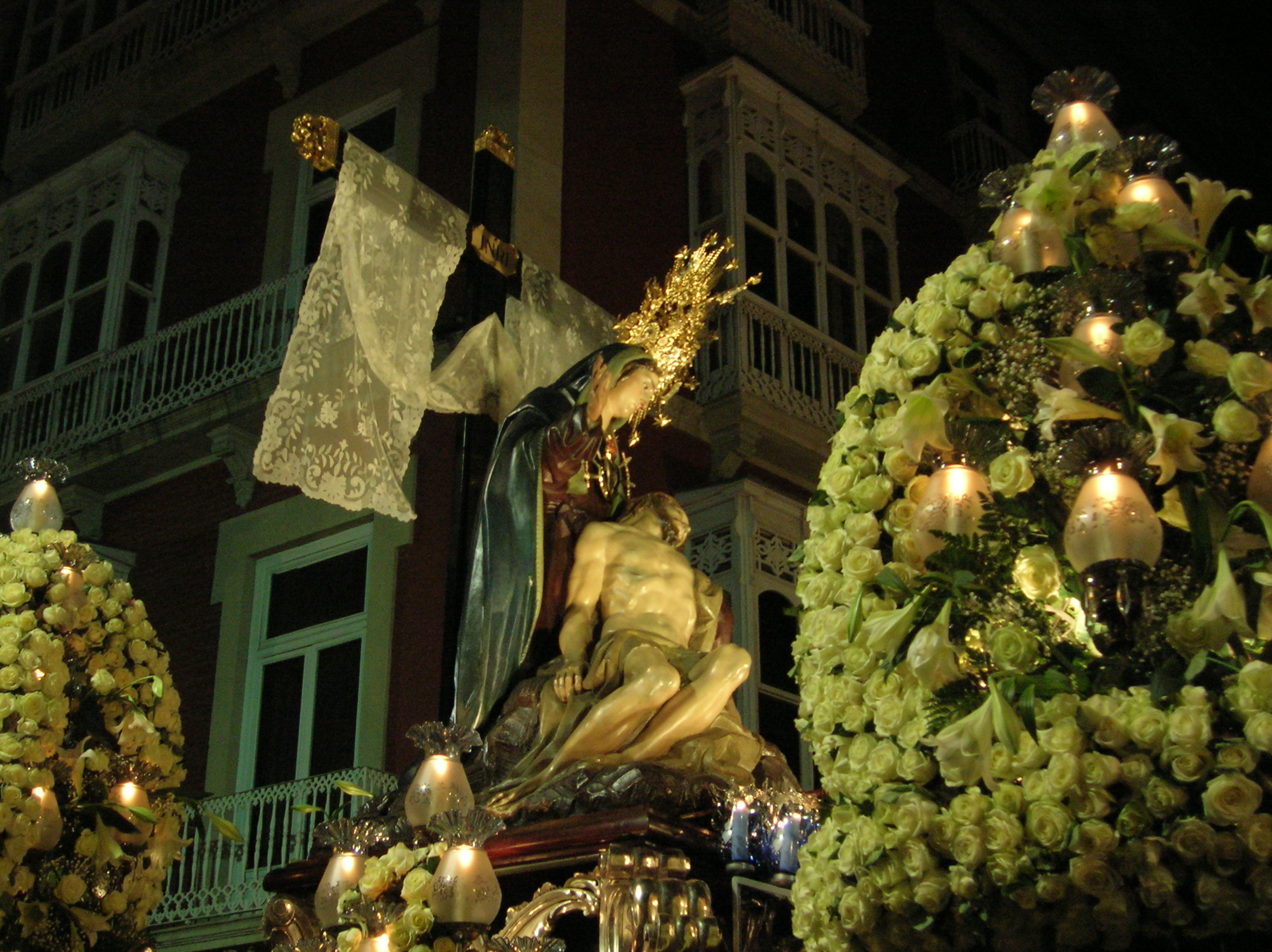
La Virgen de la Piedad (Capuz) el Lunes Santo.

Cada Semana Santa la cofradía organiza cuatro procesiones:
- El Lunes Santo tiene lugar la Procesión de las Promesas de la Santísima Virgen de la Piedad. La imagen de José Capuz es llevada a hombros por parte de los hermanos de la Agrupación de Portapasos-Promesas de la Santísima Virgen de la Piedad por las calles de Cartagena seguida por varios miles de personas que cumplen así alguna promesa.

- La madrugada del Viernes Santo tiene lugar el que probablemente sea el acto más singular de la Semana Santa cartagenera, el Encuentro entre Jesús Nazareno y Su Madre, la Virgen Dolorosa en la plaza de la Merced. A lo largo de toda la madrugada diversas procesiones discurren por el casco antiguo de la ciudad hasta confluir en el citado momento, tras el que continúan de forma conjunta hasta la recogida.

- La noche del Viernes Santo, la más concurrida de las procesiones cartageneras, la del Santo Entierro, con la mayoría de las imágenes de José Capuz, como la del Descendimiento, que procesiona la Agrupación del Santísimo Descendimiento de Cristo y Paso de la Primera Caída. Es también la de mayor participación de hermanos de esta cofradía, con un total de doce tronos.

- Por último, el Sábado Santo culmina su participación en la Semana Santa organizando la procesión de la Vera Cruz.

## Capilla y Cultos
La capilla de Nuestro Padre Jesús Nazareno, la misma que la cofradía adquirió a los dominicos en 1641 anexa a la entonces iglesia conventual y hoy iglesia castrense de Santo Domingo, destaca por el impresionante retablo barroco que la preside, una de las pocas piezas que se salvaron en Cartagena de la Desamortización de comienzos del XIX, los bombardeos de la ciudad tras la Revolución Cantonal de 1873 y la quema de iglesias en los primeros días de la Guerra Civil en 1936.
El retablo data de 1732 y no se conoce su autoría, aunque Vargas Ponce atribuyó las pinturas al clérigo murciano Manuel Sánchez, maestro de pintura de Francisco Salzillo. Tiene forma cóncava en su cuerpo central, acogiendo en ella el camarín del Titular de la Cofradía.
La capilla alberga en su retablo principal las imágenes de NP Jesús Nazareno, San Juan Evangelista (ambas de Capuz), Santa María Magdalena (Hernández Navarro), la Virgen Dolorosa (atribuida a Salzillo) y la Mujer Verónica (José María Ruiz Montes). En una hornacina lateral, y en recuerdo a los orígenes de la cofradía, la imagen de la Virgen del Rosario (José Esteve Bonet) y el Cristo Yacente de José Capuz.
Además de la capilla de la cofradía, otras imágenes marrajas están expuestas al culto, varias de ellas con capilla propia. La Virgen de la Soledad está también en la iglesia de Santo Domingo, presidiendo la Capilla del Rosario. La Virgen de la Piedad (José Capuz), el Cristo de la Lanzada (Antonio García Mengual) y NP Jesús de Medinaceli (Juan González Moreno) cuentan con capilla propia en la iglesia de Santa María de Gracia (en la capilla de NP Jesús de Medinaceli se encuentran también las imágenes del grupo de las Santas Mujeres). En la iglesia del Sagrado Corazón de Jesús (San Diego) se encuentran al culto la Virgen de la Soledad de los Pobres (González Moreno), la antigua imagen de la Dolorosa (Sánchez Lozano) y las imágenes de los Cristos de la Condena y el Expolio (ambos de Juan Abascal). En la capilla del Colegio del Patronato está la imagen del Cristo de la Agonía (Carles Flotats).
Cada una de las distintas agrupaciones de la cofradía celebran diferentes actos litúrgicos a sus correspondientes Titulares a lo largo de todo el año. Como Cofradía, los Marrajos tienen sus cultos principales durante la tercera semana de Cuaresma. Dan comienzo con el Pregón a Jesús Nazareno, que precede a un Vía Crucis, un Triduo y, como función principal, al solemne Miserere a Nuestro Padre Jesús Nazareno, que tiene lugar el viernes de dicha semana en la iglesia castrense de Santo Domingo.
El Miserere da comienzo con la interpretación del "Coro de los Peregrinos" de la ópera Tannhäuser, de Richard Wagner, durante la entrada en procesión claustral de los hermanos de la cofradía precedidos por el estandarte de la misma. Cierran el cortejo los Hermanos Mayores de las cuatro cofradías penitenciales de Cartagena. Durante la celebración se entona el "Miserere Mei Deus", tradicionalmente el de Orlando di Lasso, si bien en los últimos años se ha interpretado también el de Mozart o el de Allegri. Al finalizar se interpreta la marcha procesional "Nuestro Padre Jesús", de Emilio Cebrián Ruiz.
Como colofón a los cultos y tras la llamada Vigilia de la Juventud, el siguiente domingo se celebra la Misa de Cumplimiento Pascual de la cofradía.

## Símbolos
El actual escudo de la Cofradía data de 1917, cuando el escultor cartagenero Juan Miguel Cervantes lo diseñó siguiendo el encargo de la hermandad. Se trata de una cruz latina trebolada flanqueada por las iniciales JN (de Jesús Nazareno). Esta cruz va inscrita en una corona de espinas de la que emanan rayos. Va rematado por una corona real, dado que la Cofradía ostenta este título desde 1917, cuando ingresó en la misma como Hermano Mayor Honorario S.M. el Rey Alfonso XIII. En la actualidad ostenta dicho título S.M. el Rey Juan Carlos I.
El antiguo escudo consistía en un cáliz orlado por rayos.
El color distintivo de la Cofradía es el morado, así, el hábito de la misma consiste en túnica morada ceñida a la cintura con un cíngulo blanco, mocho morado, medalla de la Cofradía. Zapatilla negra con lazo morado. Calcetines blancos y guantes blancos (Lunes Santo y Madrugada) o negro (Viernes Santo noche y Sábado Santo).

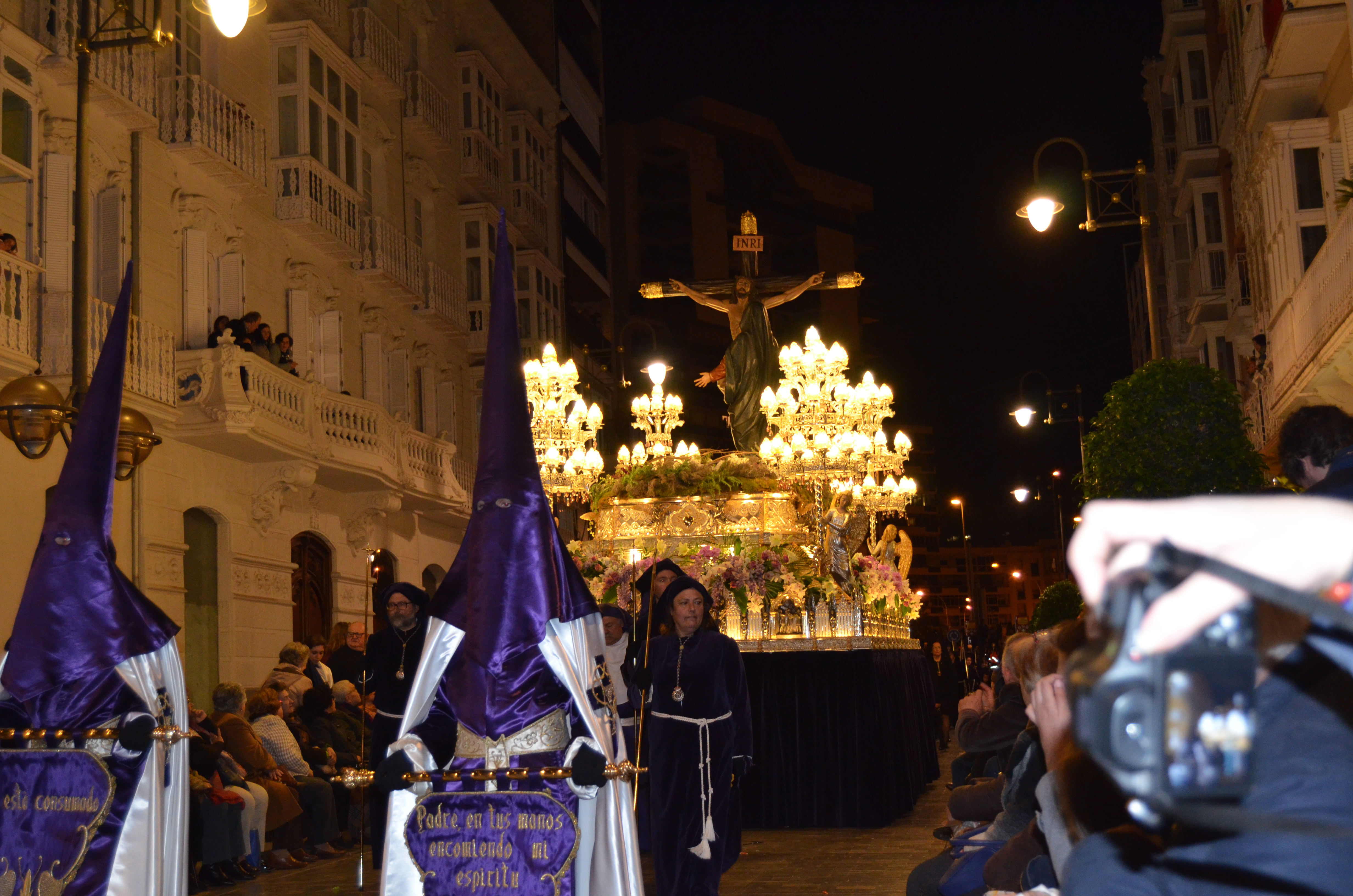
Penitentes o capirotes de la Santa Agonía, este tercio utiliza el morado marrajo como uno de sus colores.

## Otros datos de interés
La Cofradía se estructura, desde 1925, en agrupaciones o subcofradías, de carácter autónomo y dirigidas a sufragar los costes de salida en procesión de las diferentes imágenes. En la actualidad cuenta con dieciocho.
La imagen de la Santísima Virgen de la Soledad (José Capuz, 1943) fue coronada canónicamente en mayo de 1995.